# Ingmar Blomqvist
Ingmar Blomqvist, född 3 augusti 1905 i Pelarne församling, Kalmar län, död 2 april 1984 i Västerås domkyrkoförsamling, Västmanlands län, var en svensk trädgårdsarkitekt. Han var sonson till Joël Blomqvist.
Blomqvist, som var son till kyrkoherde Joel Blomqvist och Judit Nordfors, blev student vid Norrköpings högre allmänna läroverk, studerade vid Norrlands trädgårdsskola i Härnösand 1929–1931 och genomgick högre trädgårdskurs på samma skola 1933–1935 när utbildningen flyttat till Söråker. Han blev assistent hos trädgårdsarkitekt Sven Hermelin i Stockholm 1935, trädgårdstekniker på Stockholm stads gatukontor 1937, blev stadsträdgårdsmästare i Västerås 1944 och var trädgårdsarkitekt vid Västerås stads park- och idrottsförvaltning från 1957. Blomqvist är gravsatt i minneslunden på Hovdestalunds kyrkogård i Västerås.